# Wiśisztadwajta
Wiśisztadwajta (sanskryt: विशिष्टाद्वैत; kannada: ವಿಶಿಷ್ಟಾದ್ವೈತ), niekiedy także: Wiśisztadwajta wedanta (Viśiṣṭādvaita Vedānta) – jedna ze szkół indyjskiego nurtu filozoficznego wedanty, wyłożona przez Ramanudżę. Wiśisztadwajta jest szkołą niedualistyczną, zgodnie z jej doktryną nie istnieje dualizm pomiędzy absolutem bez cech a absolutem określonym cechami (atrybutami).